# Hamengkubuwono VIII
Hamengkubuwono VIII (Yogyakarta, 3 marzo 1880 – Yogyakarta, 22 ottobre 1939) è stato un sovrano indonesiano.
Fu l'ottavo sultano di Yogyakarta.

## Biografia
Figlio del sultano Hamengkubuwono VII, sin dalla gioventù il futuro sultano aveva sviluppato una forte passione verso i viaggi e le esplorazioni e per questo ebbe un rapporto personale ed epistolare molto attivo con l'olandese Louis Couperus. Nel luglio del 1914, quando suo padre ascese al trono, venne proclamato principe ereditario. La sua educazione "all'occidentale", gli fruttò la fama di sovrano calmo e silenziosamente sorridente, ma fece anche delle riforme che cambiarono radicalmente la corte indonesiana come ad esempio l'aver alleggerito il rigidissimo protocollo di corte che prevedeva addirittura che i servitori del sultano dovessero strisciare davanti a lui.
Come sovrano, ebbe un'indipendenza assai limitata sin dalla sua ascesa al trono nel 1921, dal momento che dall'epoca coloniale i Paesi Bassi avevano il controllo completo sull'Indonesia. Secondo gli statuti sottoscritti, egli doveva sottostare al Governatore Generale delle Indie Orientali Olandesi che agiva in rappresentanza del sovrano olandese, capo effettivo dello stato indonesiano. Il governo indiano olandese aveva inoltre nominato un governatore olandese a Yogyakarta che aveva il privilegio di camminare al fianco del sultano e si sedeva accanto a lui.
Come gli altri principi indonesiani, anche Hamengkubuwono VIII era poligamo. Si sposò il 16 agosto 1907 con Siti Katina, una delle figlie di Pangeran Adipati Mangkoeboemi, il surahoenan di Surakarta. A questo matrimonio fecero seguito quello con Purya Aningdiya, con Puspitaningdiya, Srengkara Adi-ning diya, Kustilah Kanjeng Radin Ayu Adipati Anum Amangku Negara Kanjeng Alit e altre concubine. Ebbe in totale 24 figli e 17 figlie.
Durante il suo regno portò avanti numerose riforme in campo agricolo grazie anche all'assistenza del governatore olandese Johannes Bijleveld, coadiuvato dal funzionario Hubertus van Mook il quale successivamente divenne anch'egli governatore generale.
Hamengkoeboewono VIII morì improvvisamente, non nel suo palazzo, ma in un ospedale di Yogyakarta, nel 1939, venendo sepolto nel grande mausoleo della sua famiglia.